# اختطاف خارجي (فلم 2014)
اختطاف خارجي (بالإنجليزية: Alien Abduction) هو فيلم رعب أمريكي وخيال علمي من نوعية أفلام found footage أو التسجيلات المكتشفة. صدر سنة 2014 \ من إخراج 	Matty Beckerman .

## القصة
تدور أحداث الفيلم في إطار تشويقي مثير عن عائلة تسافر في أجازة إلى (نورث كارولينا) فتتحول الرحلة إلى مواجهة تهديد مجموعة من الغرباء الفضائيين، ويصبح لزامًا على العائلة أن تحاول النجاة بنفسها مع أقل خسائر.

## عن الفلم
مدة الفلم: 85 دقيقة
اللغة: الإنجليزية
الممثلين: Corey Eid . Jillian Clare . Jeff Bowser . Peter Asle Holden . Kelley Hinman و Jordan Turchin . Riley Polanski و Katherine Sigismund 
الفلم حصل على موقع rottentomatoes بنسبة 25%  وتم تقييم على موقع IMDB ب 4.8/10 

## وصلات خارجية
- مقالات تستعمل روابط فنية بلا صلة مع ويكي بيانات